# ALIVE in Florida
aLIVE in Florida é o segundo álbum ao vivo da cantora Rebecca St. James, lançado em 20 de Março de 2007 em CD e DVD.
| Críticas profissionais                                                      | Críticas profissionais |
| Avaliações da crítica                                                       | Avaliações da crítica  |
| Fonte                                                                       | Avaliação              |
| --------------------------------------------------------------------------- | ---------------------- |
| Jesus Freak Hideout                                                         | [ 2 ]                  |
| Esta tabela precisa de ser acompanhada por texto em prosa. Consulte o guia. |                        |

## Faixas
1. "Intro" - 0:30
2. "God Help Me" - 3:16
3. "Lamb of God" - 5:06
4. "Wait for Me" - 3:07
5. "You Are Loved" [Acústico] - 4:30
6. "Beautiful Stranger" - 3:28
7. "Reborn" - 4:06
8. "Thank You" - 4:42
9. "Without Love" - 3:11
10. "Lion" - 3:53
11. "Take All of Me" - 7:44
12. "Blessed Be Your Name" - 4:30
13. "Forgive Me" - 4:01
14. "Alive" - 2:58
15. "You Are Loved" - 5:33

## Tabelas
Álbum
| Tabela (2007)        | Posição |
| -------------------- | ------- |
| Top Christian Albums | 43      |